# الجربة (بني قيس الطور)

تعديل مصدري - تعديل

الجربة هي إحدى قرى عزلة ربع مسعود بمديرية بني قيس الطور التابعة لمحافظة حجة، بلغ تعداد سكانها 14 نسمة حسب تعداد اليمن لعام 2004.